# حسین پایمرد

حسین پایمرد (زاده ۲۵ فروردین ۱۳۷۶ سیرجان) بازیکن فوتبال اهل ایران است. که برای باشگاه فوتبال آرمان گهر سیرجان حاضر در لیگ یک بازی می‌کند.

## سوابق باشگاهی
گل‌گهر سیرجان
حسین پایمرد فوتبال خود را از باشگاه فوتبال گلگهرسیرجان شروع کرد
آرمان گهر
بعد از یک فصل به تیم همشهری خود باشگاه فوتبال آرمان گهر سیرجان پیوست و در این تیم مشغول به بازی است.